# Piet de Wit
Piet de Wit (Wormer, Wormerland, Holanda del Nord, 6 de març de 1946) fou un ciclista neerlandès, especialista en el mig fons. Va obtindre cinc medalles als Campionats del món, dos d'elles d'or en categoria amateur.

## Palmarès en pista
- 1966
  -  Campió del Món en mig fons amateur
- 1967
  -  Campió del Món en mig fons amateur
  -  Campió dels Països Baixos de mig fons amateur
- 1968
  -  Campió dels Països Baixos de mig fons
- 1969
  -  Campió dels Països Baixos de mig fons
- 1970
  -  Campió dels Països Baixos de mig fons
- 1972
  -  Campió dels Països Baixos en Scratch
- 1973
  - 1r als Sis dies de Zuric (amb Leo Duyndam)